# Рябинки (Липецкая область)
Ряби́нки — село Волчанского сельсовета Елецкого района Липецкой области. Имеет 5 улиц и 1 переулок: Мезинова, Нагорная, Неделина, Рябиновая, Щедрина и Садовый переулок.

## История
В платёжной книге Елецкого уезда 1620 г. упоминается «село Никольское, Рябинка тож». По данным 1676 г. — с. Рябинка, 69 дворов.

## Название
От водотока, который, по сохранившемуся преданию, брал своё начало из-под рябинового куста.

## Население
| 2010 |
| ---- |
| 123  |